# ピノ・ドナッジオ
ピノ・ドナッジオ（Pino Donaggio 本名：ジュゼッペ・ドナッジオ（Giuseppe Donaggio） 1941年11月24日 - ）は、イタリアの作曲家、シンガーソングライター。正式な発音はピノ・ドナッジョ。

## 来歴
ヴェネツィアのブラーノ出身。音楽家一族に育ち、10歳でヴァイオリンを習い始める。後にミラノの音楽学校に編入、14歳でソロヴァイオリニストデビューを飾り、イ・ソリスティ・ヴェネティに入団。少年ヴァイオリニストとしてクラウディオ・アッバードやクラウディオ・シモーネの指揮でクラシック音楽のコンサートに参加する。
1959年、クラシックからポップ・ロックに転向。1961年のサンレモ音楽祭に出場し、みずから作曲した「コメ・シンフォニア」 "Come sinfonia"で入賞して以来サンレモ音楽祭の常連出場者となる。リリカルで美しいメロディを特徴とするシンガーソングライターとして、ボビー・ソロやジャンニ・モランディとともにカンツォーネブームの一時代を築いた。
1965年のサンレモ音楽祭に出場した際、みずから作曲した「この胸のときめきを」 "Io che non vivo (senza te)"を歌って入賞を果たし、イタリア国内で大ヒットを記録する。1966年にはこの曲をダスティ・スプリングフィールドが“You Don't Have to Say You Love Me”として英語でカバーし、イタリアン・ポップスの範疇に留まらない世界的な大ヒットを果たした。この曲は後にエルヴィス・プレスリーなど多くの有名ミュージシャンにカバーされた。
1973年に初めて映画音楽の作曲を担当する。イギリスのニコラス・ローグ監督によるヴェネツィアを舞台にしたスリラー映画『赤い影』 "Don't Look Now"（1973年）の映画音楽作曲家として、ヴェネツィア出身で1970年に「消え行くヴェニス」 "Concerto per Venezia"というカンツォーネをヒットさせていたドナッジオが起用された。『赤い影』における恐怖映画を美しいメロディで彩ったドナッジオの作曲手法が話題となり、以降もドナッジオに対して映画音楽の依頼が相次ぐようになる。その後は次第に歌手から映画音楽作曲家へと活動の重点を移していく。
イタリア映画のみならず、ハリウッド映画にも曲を提供している。特に、『キャリー』 "Carrie"（1976年）、『殺しのドレス』"Dressed to Kill"（1980年）などブライアン・デ・パルマのスリラー映画が有名。リリカルで官能的な美しいメロディをストリングス主体のクラシカルな編曲で演奏する流麗な作風が特徴的である。
日本における名前の表記において、映画音楽作曲家としては「ピノ・ドナジオ」と表記される場合が多い。これはドナッジオが初めて映画音楽を担当した映画『赤い影』でのクレジットが「Pino Donnagio」と誤表記されたことに由来する。

## エピソード
ヴァイオリニスト、シンガーソングライターの時代が長く専門的な指揮の勉強をしていないため、映画音楽の指揮はジュゼッペ・ヴェルディ音楽院時代の同窓生であるナターレ・マッサーラなど他人に任せているが、オーケストレーションの大部分はドナッジオが自ら行っている。当初は編曲の知識が乏しかったため、シンガーソングライター時代はアレンジを専門の編曲者にゆだね、映画音楽も70年代まではオーケストラの指揮を行うマッサーラやジャンピエロ・ボネスキ、ジャンカルロ・ガッツァーニ、ナンド・デ・ルーカなどに編曲をゆだねていた。しかし1980年の『殺しのドレス』以降はドナッジオがオーケストレーションの大部分を仕上げて、マッサーラなど指揮担当者が少数の手直しを施すというスタイルに落ち着いた。
エンニオ・モリコーネの音楽が高く評価された映画『ミッション』（1986年）の音楽担当者には、当初ドナッジョが候補として挙げられており、プロデューサーから正式な打診も受けていた。しかしその後、『ワンス・アポン・ア・タイム・イン・アメリカ』（1984年）の音楽が評判になったことから、プロデューサーの関心がモリコーネに向けられた。プロデューサーの一人であるフェルナンド・ギアはドナッジオの起用を推していたものの、共同プロデューサーであるデヴィッド・パットナムがモリコーネの起用を強く主張したためにドナッジオへの依頼は立ち消えとなった。ドナッジオは常々モリコーネを巨匠として尊敬していると語っているが、『ミッション』の音楽はぜひ作曲したかったと語っている。
晩年のルチオ・フルチが監督することを予定して企画された映画『肉の鑞人形』（1997年）では、フルチと製作者のダリオ・アルジェントはドナッジオに音楽を依頼しており、ドナッジオも『恐怖！黒猫』(1981年)以来のフルチとの仕事を歓迎して作曲の準備をしていた。しかしフルチの死去によって特殊効果技師のセルジオ・スティヴァレッティが監督することになり、それによって音楽もドナッジオからマウリツィオ・アベーニ（80年代から作曲家として活動しながら、フランコ・カンパニーノやブルーノ・ザンブリーニなどの映画音楽の編曲と指揮を担当していた人物。）に変更となった。それ以降、アベーニはドナッジオの映画音楽の編曲協力とオーケストラ指揮を担当することが多くなる。

## 主な作品

### 映画音楽
| 公開年 | 作品名                                                      | 原題                               |  |
| ------ | ----------------------------------------------------------- | ---------------------------------- |  |
| 1973年 | 赤い影                                                      | Don't Look Now                     |  |
| 1974年 | 黒い法廷                                                    | Corruzione al Palazzo di Giustizia |  |
| 1976年 | 暗闇のささやき                                              | Un sussurro nel buio               |  |
| 1976年 | キャリー                                                    | Carrie                             |  |
| 1978年 | ピラニア                                                    | Piranha                            |  |
| 1978年 | デビルズ・ゾーン                                            | Tourist Trap                       |  |
| 1978年 | Nero veneziano                                              | （日本未公開）                     |  |
| 1979年 | 悪夢のファミリー                                            | Home Movies                        |  |
| 1979年 | チチョリーナの 私の肉体が渇くとき                           | Senza buccia                       |  |
| 1980年 | デシデーリア＝欲望                                          | La vita interiore                  |  |
| 1980年 | 殺しのドレス                                                | Dressed to Kill                    |  |
| 1981年 | ハウリング                                                  | The Howling（1981）                |  |
| 1981年 | ミッドナイトクロス                                          | Blow Out                           |  |
| 1981年 | ルチオ・フルチの恐怖!黒猫                                   | Black Cat (Gatto nero)             |  |
| 1982年 | 愛の謝肉祭                                                  | Oltre la porta                     |  |
| 1982年 | テックス                                                    | Tex                                |  |
| 1983年 | 超人ヘラクレス                                              | Hercules                           |  |
| 1984年 | 黄昏のブルックリン・ブリッジ                                | Over the Brooklyn Bridge           |  |
| 1984年 | もう泣くしかない                                            | Non ci resta che piangere          |  |
| 1984年 | ボディ・ダブル                                              | Body Double                        |  |
| 1984年 | 超人ヘラクレス2                                             | Adventure of the Hercules          |  |
| 1985年 | ドレスの下はからっぽ                                        | Sotto il vestito niente            |  |
| 1985年 | 卍/ベルリン・アフェア                                       | The Berlin Affair                  |  |
| 1985年 | 鏡の向う側                                                  | L'Attenzione                       |  |
| 1986年 | クロール・スペース                                          | Crawlspace                         |  |
| 1986年 | 首相暗殺                                                    | Il caso Moro                       |  |
| 1986年 | ホテルコロニアル                                            | Hotel Colonial                     |  |
| 1987年 | ダンサー                                                    | Dancers                            |  |
| 1987年 | 死海殺人事件                                                | Appointment with Death             |  |
| 1990年 | マスターズ・オブ・ホラー/悪夢の狂宴                         | Due occhi diabolici                |  |
| 1991年 | アフタヌーンティーはベッドで                                | Cin cin                            |  |
| 1991年 | わが目の悪魔                                                | Der Mann nebenan                   |  |
| 1992年 | 背徳小説第二章                                              | Così fan tutte                     |  |
| 1992年 | レイジング・ケイン                                          | Raising Cain                       |  |
| 1993年 | トラウマ/鮮血の叫び                                         | Trauma                             |  |
| 1995年 | ストレンジャー                                              | Never Talk to Strangers            |  |
| 1996年 | オーメン黙示録                                              | L'arcano incantatore               |  |
| 2001年 | ファイナル・レジェンド 呪われたソロモン                     | The Order                          |  |
| 2004年 | チャイルド・プレイ5/チャッキーの種                          | Child's Play 5: Seed of Chucky     |  |
| 2005年 | DO YOU LIKE HITCHCOCK? ドゥー・ユー・ライク・ヒッチコック？ | Ti piace Hitchcock?                |  |
| 2007年 | ミラノ・コネクション                                        | Milano Palermo - Il ritorno        |  |
| 2013年 | パッション                                                  | Passion                            |  |
| 2013年 | パトリック 戦慄病棟                                         | Patrick                            |  |
| 2019年 | ドミノ 復讐の咆哮                                           | Domino                             |  |

### カンツォーネ
| 発売年 | 作品名                     | 原題                                       |
| ------ | -------------------------- | ------------------------------------------ |
| 1961年 | コメ・シンフォニア         | Come sinfonia                              |
| 1962年 | セーター・ルックのお嬢さん | La ragazza col maglione                    |
| 1963年 | ジョヴァネ・ジョヴァネ     | Giovane giovane                            |
| 1964年 | 悲しき恋のテーマ           | Motivo d'amore                             |
| 1965年 | この胸のときめきを         | Io che non vivo (senza te)                 |
| 1965年 | 最後の電話                 | L'ultima telefonata                        |
| 1966年 | 青空に住もう               | Una casa in cima al mondo                  |
| 1966年 | 愛のめざめ                 | Svegliati amore                            |
| 1967年 | この愛に生きて             | Io per amore                               |
| 1968年 | いつものこと               | Le solite cose                             |
| 1970年 | 天使のほほえみ             | Che effetto mi fa                          |
| 1970年 | 消え行くヴェニス           | Concerto per Venezia                       |
| 1970年 | うつろい                   | Siamo andati oltre                         |
| 1970年 | 濡れた瞳                   | Lei piangeva                               |
| 1970年 | 木々の間                   | Musica tra gli alberi                      |
| 1971年 | 最後の夢見る人             | L'ultimo romantico                         |
| 1971年 | 愛を想う                   | Un'immagine d'amore                        |
| 1971年 | ウナ・チェルタ・セラータ   | Pero anoche en la playa (Una certa serata) |
| 1972年 | 哀愁の日々                 | Ci sono giorni                             |
| 1973年 | 生きる歓び                 | La voglia di vivere                        |
| 1974年 | そっと雨が降る             | Sta piovendo dolcemente                    |